# Игралиште за одбојку на песку у парку Чаојанг
Игралиште за одбојку на песку у парку Чаојанг, The Chaoyang Park Beach Themed Park (поједностављени кинески језик: 朝阳公园沙滩主题乐园; традиционални кинески језик: 朝陽公園沙灘主题樂園; пињин: Cháoyáng Gōngyuán Shātān Zhu3ti2 Le4yuan2), познат и као the Chaoyang Park Beach Volleyball Ground (поједностављени кинески језик: 朝阳公园沙滩排球场; традиционални кинески језик: 朝陽公園沙灘排球場; пињин: Cháoyáng Gōngyuán Shātān Páiqiú Chǎng) током Олимпијских игара 2008. године је мјесто за пливање, самбу, афрички плес, хула и карневал у парку Чаојанг које је некада било једно од 9 привремених мјеста коришћених за Летње олимпијске игре 2008. године. Изграђена је на мјесту некадашње Пекиншке фабрике гасних уређаја (кинески: 北京煤气用具厂), али је сада дио парка. Терен је коришћен за утакмице одбојке на пјеску.
Дворана је имала капацитет од 12.000, а састоји се од 1 терена за такмичење, 2 терена за загревање и 6 терена за тренинг. Терен 2 је коришћен 6. дана такмичења.
Послије Олимпијских игара, место одржавања је било домаћин Гранд Слам турнира у Пекингу FIVB Beach Volleyball World Tour на песку 2011. и 2012. Такође је било домаћин пекиншког карневала на океану на плажи сваког љета од 2009. године.